# Vier Landsherensteen

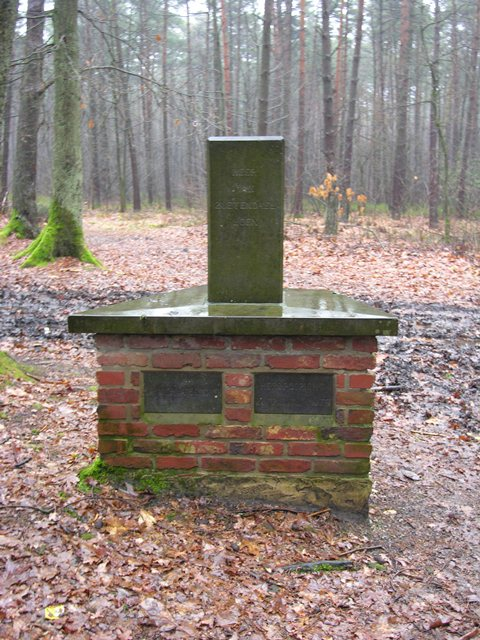
De Vier Landsherensteen

De Vier Landsherensteen of steen van de Vier Landsheren is een hardstenen monumentje op een bakstenen sokkel dat sinds 1979 het punt markeert waar ooit vier heerlijkheden bij elkaar kwamen.
Dit betrof de heerlijkheden Zutendaal, Opgrimbie, Pietersheim en Rekem. Tegenwoordig vallen deze onder de gemeenten Zutendaal, Maasmechelen (deelgemeente Opgrimbie) en Lanaken (Pietersheim en deelgemeente Rekem). De plaats waar deze samen komen wordt ook galling genoemd, omdat er in de 15e eeuw een galg zou hebben gestaan. In de omgeving zijn nog resten van greppels te vinden zijn die eertijds de grenzen afbakenden.